# アクロメリン酸
アクロメリン酸（英: Acromelic acid）は、アミノ酸の一種であり、毒キノコのドクササコに含まれる神経毒である。
興奮性アミノ酸、非蛋白性アミノ酸に分類され、中枢神経を冒す強い毒性を持つ。A〜Eの5種類存在し、最も強い猛毒であるアクロメリン酸Aの毒性は、天然のムラサキイガイに含まれるドウモイ酸の約10倍強い。ドクササコを少量でも摂取すると、とても強い火傷のような症状、いわゆる肢端紅痛症を発症する。

## 毒性
アクロメリン酸は、カイニン酸やドウモイ酸と同様、グルタミン酸と類似した基本骨格を持ち、脳のグルタミン酸受容体を介した著しい神経興奮作用を有し、神経毒として働く。アクロメリン酸の、ドクササコ子実体中における含有量はとても微量であり、Aはドクササコ子実体16kg から110μg、Bは40μgしか得られない。しかし、アクロメリン酸は非常に毒性が強く、最も強いAの半数致死量は0.4mg/kgとドウモイ酸の約10倍、カイニン酸に約100倍強いので、ドクササコを摂取すると強い症状をきたすことがある。

## 生成方法
ドクササコ子実体からアクロメリン酸を単離・精製するには活性炭、イオン交換樹脂、セルロースTLC、濾紙電気泳動の各種クロマトグラフィーが有効である。ただし、前述の通りドクササコ子実体から得られるアクロメリン酸はとても少なく、またドクササコ自体が珍しいので、この方法では得られるアクロメリン酸が非常に微量である。
ただし、他の物質から合成してアクロメリン酸を得ることもできる。具体的には、ニトロオレフィン2とα-ケトエステル3を、ニッケル触媒存在下、ジメチルエーテル中で反応させることで、高い選択性にてアクロメリン酸Aを得ることができる。続いてニトロ基の接触還元にてピロリジン環を構築し、その後種々の変換を行うことでアクロメリン酸Aの全合成をすることができる。